# ナーイアス

ジョン・ウィリアム・ウォーターハウスの絵画『ナイアド（ヒュラスとニンフ）』（1893年, 個人所蔵）。ナーイアスとヒュラースが描かれている。

ナーイアス（古代ギリシア語：Ναιάς、Nāïas、複数形:ナーイアデス Ναιάδες、Nāïades）は、ギリシア神話に登場する淡水（泉や川）のニュンペーである。ギリシア語の νάειν, naein（流れる）に由来する。
日本語では長母音を省略してナイアス、ナイアデスとも表記される。海のニュンペーであるネーレーイスとは別である。

## 概説
各々の泉や河川には、1人または複数の固有のナーイアスがいる。ホメーロスによれば、ゼウスの娘である。別の説では、オーケアノスの一族とされる。通常、河川のナーイアスは、その河を領する河神の娘である。
ナーイアスは人間の病を癒やす力があり、彼女たちのいる泉や河の水を飲むことでその力が発揮される。ナーイアスのいる水に入ることは冒涜とされ、侵犯者は病になり、また狂気に陥るとされる。
ナーイアスに関する伝説は、古代ギリシアの様々な地方に残されている。人間の妻となることがあり、英雄の系譜には、ナーイアスが登場するものがある。エンデュミオーンや古代アテーナイの王エリクトニオスの妻はナーイアスであった。

## 主なナーイアス
同名の登場人物が他にいることがあるので注意。
- アイグレー(Aiglē)
- アバルバレア(Abarbarea)
- アレトゥーサ(Arethousa)
- エケナイス(Echenais)
- オルセーイス(Orsēis)
- カスタリア(Kastalia)
- カリロエー(Kallirrhoē)
- クレウーサ(Kreousa)
- クレオカレイア(Kleochareia)

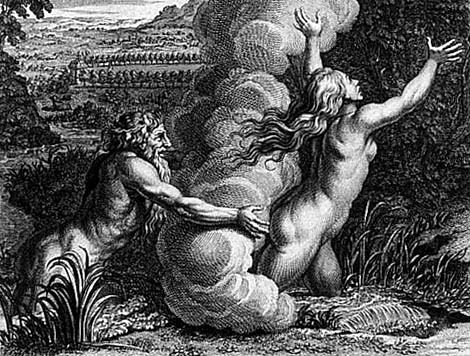
アレトゥーサを捕らえようとするアルペイオス

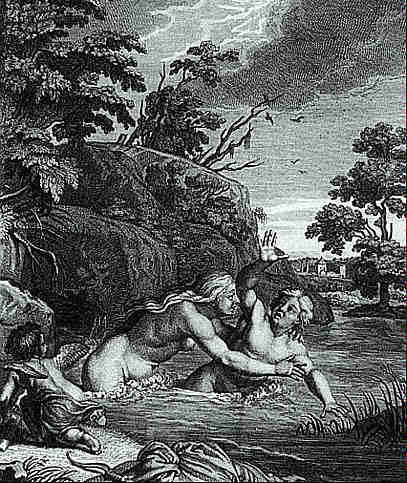
ヘルマプロディートスを襲うサルマキス

- コーリュキデス(Kōrykides) - 次の3人の総称
  - コーリュキアー(Kōrykiā)
  - クレオドーラー(Kleodōrā)
  - メライナ(Melaina)
- サルマキス(Salmakis)
- ステュクス[3](Styks)
- ダプネー(Daphnē)
- ドロセア(Drosera)
- ノミアー(Nomiā)
- バテイア(Bateia)
- ハルピンナ(Harpinna)
- プラークシテアー(Prāksitheā)
- ペリボイア(Periboia)
- ピタネー(Pitanē)
- メリテー(Melitē)
- メンテー、ミンター(Menthē, Minthā)
- ララ(Lara)
- リライア(Lilaia)
- レーテー(Lēthē)

## ナーイアスからの命名

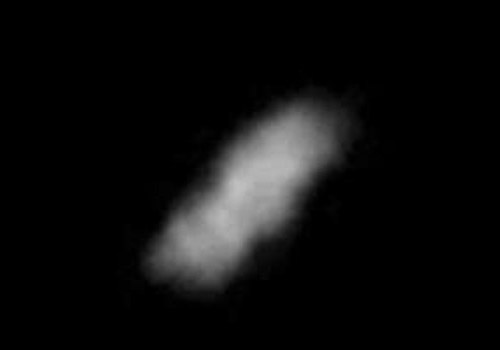
衛星ナイアド

- ナイアド - 海王星の衛星
- ナイアド - イギリス海軍の軽巡洋艦
- ナヤーデン - デンマーク海軍の駆逐艦
- アエグレ - 小惑星
- アレトゥーサ - 小惑星
- カスタリア - 小惑星
- カリロエ - 木星の衛星
- クレウサ - 小惑星
- リラエア - 小惑星
- ナヤス - 植物の属